# Rēzekne
Rēzekne (németül: Rositten, lengyelül: Rzeżyca), Lettország hetedik legnépesebb városa.

## Fekvése
A város hét dombra épült. Latgalliában, Rigától 242 km-re keletre, az orosz–lett határtól pedig 63 km-re nyugatra található.

## Történet
Először 1285-ben említik a források, Rositten néven. Történetének korai szakaszában orosz és litván erők támadták, majd 1582-ben a Lengyel–Litván Unió része lett. 1773-ban városi rangot kapott. A 19. században a Vityebszki kormányzóság része lett. 1917-ben itt tartották az első Latgalei Kongresszust, melynek során Latgale vezető politikusai a Lettországhoz való csatlakozás mellett döntöttek. 1918-ban a lett függetlenségi háború során Latgale régió kulturális központjává vált. 1941 júliusában német csapatok támadták, majd 1944-ben a város kétharmada megsemmisült a szovjet bombázások miatt, lakosságszáma pedig 13 300 főről 5000 főre csökkent. A háború után újjáépült, és jelentős gazdasági központ lett.

## Népesség
A település lakosságának 47,5%-a orosz, 44,5%-a lett.
A 19. században a város lakosságának kétharmada zsidó volt. 1935-ben a lakosságszám 13 139 fő volt. 1989-ben az oroszok a népesség 53%-át alkották. 1991-ben lakossága 43 156 fő volt, 2011-re ez a szám 32 295-re csökkent. Ennek oka a magas átlagéletkorú lakosság (40,3 év), az alacsony születésszám és a nagyobb városokba való költözés.

## Látnivalók
- Jézus szíve római katolikus székesegyház, 1901-ben szentelték fel
- Ortodox templom, 1936-ban szentelték fel
- Szent Miklós óhitű templom, 1895-ben épült
- Evangélikus templom, 1932 és 1938 között épült
- Zöld Zsinagóga, a város egyetlen megmaradt zsinagógája, 1845-ben épült
- A rēzeknei vár romjai
- Latgales Māra emlékmű, 1939-ben készült
- Latgalliai kultúrtörténeti múzeum
- Aquaterrárium

## Éghajlat
A város éghajlata kontinentális, az évi középhőmérséklet 4,7 °C, a januári középhőmérséklet -7 °C, a júniusi 17 °C. Az eddigi legalacsonyabb hőmérséklet -39 °C, a legmagasabb hőmérséklet 34 °C volt. Az évi átlagos csapadékmennyiség 639 mm.

## A város szülöttei
- Aiga Grabuste, hétpróbázónő
- Iveta Apkalna, orgonistanő
- Fridrih Ermler (1898–1967), szovjet filmrendező
- Eber Landau, hisztológus
- Teuvo Tulio, finn filmrendező
- Kristīne Opolais (1979), operaénekesnő, szoprán
- Kaspars Cipruss, kosárlabdázó
- Žanis Peiners, kosárlabdázó
- Edgars Gauračs, labdarúgó
- Vladislav Kozlovs, labdarúgó
- Ilja Bocsarnikovsz, színházrendező

## Testvértelepülései
- Częstochowa, Lengyelország
- Suwałki, Lengyelország
- Vicebszk, Fehéroroszország
- Arendal, Norvégia
- Lainate, Olaszország